# Joachim Burkard
Joachim Burkard (* 1967 in Mannheim) ist ein deutscher Geistlicher und katholischer Theologe.

## Leben
Joachim Burkard hat am Collegium Borromaeum in Freiburg im Breisgau Philosophie und Katholische Theologie studiert. Am 15. Mai 1994 empfing er die Priesterweihe durch Erzbischof Oskar Saier. Zunächst arbeitete er als Kaplan in den Pfarreien St. Bonifatius und Herz Jesu in Karlsruhe. Ab 1996 stand er als Jugendpfarrer der Schulpastoral im Erzbischöflichen Seelsorgeamt in Freiburg vor und war Geistlicher Leiter der Katholischen Studierenden Jugend (KSJ). 2001 wurde er Diözesanjugendseelsorger und Leiter die Abteilung Jugendpastoral im Erzbischöflichen Seelsorgeamt.
2002 wurde er bei Werner Tzscheetzsch an der theologischen Fakultät der Albert-Ludwigs-Universität Freiburg über Schulpastoral zum Dr. theol. promoviert. 2012 erhielt er die Ernennung zum Regionaldekan der Region Bodensee-Hochrhein mit Sitz in Singen (Hohentwiel) und wurde zugleich Kooperator in der Seelsorgeeinheit Singen.
Zum Wintersemester 2015 wurde er auf die Professur für Pastoraltheologie an der Katholischen Stiftungsfachhochschule München – Abteilung Benediktbeuern – berufen.
Seit Mai 2016 ist er Direktor der Stiftung "Erzbischöflichen Stiftung St. Matthias Wolfratshausen-Waldram".

## Schriften
- Schulpastoral als Beitrag zur Schulkultur eine theologisch-pneumatologische Handlungsorientierung[2], 2002
- Die Mitgestaltung der Schulkultur als Aufgabe der Kirche, 2005
- Schulkultur mitgestalten pastorale Anregungen und Modelle, Herder Freiburg 2005, ISBN 3-451-28751-X